# Szentgyörgyváry Péter
Szentgyörgyváry Péter István (Pécs, 1979. április 27. –) a Siklósi Vár kapitánya, ügyvezetője, a pécsi VOKE művelődési ház igazgatója, a Vivat Bacchus énekegyüttes tagja.

## Életrajz
Ötgyermekes katolikus család negyedik gyermekeként született.[forrás?]
2002-től szociális területen kezdett el dolgozni. Először mentőápolóként, majd a Máltai Szeretetszolgálatnál személyi segítőként és Támogató Szolgálat vezetőként. Közben már egyre több időt töltött a pódiumon. 2000 óta énekelt a dr. Lakner Tamás vezette Bartók Béla Férfikarban, amellyel bejárták a fél világot, majd 2001 szeptemberében a férfikarból négyen elvállaltak egy fellépést, ezzel gyakorlatilag megalakult a Vivat Bacchus énekegyüttes.
A sok fellépés szervezése már egész embert kívánt, ezért 2008-tól a Bartók Béla Férfikar és a Vivat Bacchus menedzsere lett. A Vivat Bacchus-szal Európában szinte mindenütt megfordultak, 2021 novemberében állami felkérésre Dubajban is szerepeltek. Közben 2012-ben a Pécsi Vasutas Művelődési Ház igazgatója lett. Itt sokrétű feladatok vártak rá, a művelődési ház teljes programjának felépítése, a pályázatoktól a programszervezésig. 2013-tól a Baranya Megyei Népművelők Egyesületének tagja. 2018-ban beválasztották a Területi Művelődési Intézmények Egyesületének elnökségébe.
2017-től a Siklósi Vár kapitánya, a várat működtető Kft. ügyvezetője, mely az országban elsőként 2019-ben elnyerte a családbarát címet. 2020-ban írt egy, a várat bemutató – ma már országosan ismert – klipet, – Van egy vár a Tenkes alján – amelyben a vár valamennyi dolgozója táncol, énekel, de még a gyermekei is. A klip mellett a gyerekek kedvence lett az általa írt mese is, Miklós lovagról és Dorottya királykisasszonyról, akiknek alakja a négy termes játszóházban is megtalálható, Játékországban, melyet Péter álmodott meg és alakított ki.
Nagy sikert hozott a Kinizsi, a nép fia című rockmusical-előadás is, az általa írt és Balásy Szabolcs által megzenésített darab.  A Vivat Bacchus 2010-ben megkapta Pécs Város Művészeti Díját, 2012-ben Baranya Megye Művészeti díját is. 2014-ben Pro Vino Hungarico díjat kapott az énekegyüttes.
2021-ben a Vállalkozók és Munkáltatók Országos Egyesületének Prima Díját vehette át a népművelés és közművelődés kategóriában; 2021-ben vette át a „Becker Leonóra Díj”-at, a Villányi borvidék fejlődéséért végzett tevékenységéért, és ugyanebben az évben nyerte el Baranya Megyei Idegenforgalmi Díjat.
Mindig fontos volt számára Pécs, ezért legutóbbi dubaji látogatásakor összehasonlította a két várost egy videóban, amit az első héten több mint 200 000-en néztek meg.

## Művei
- Játékország Meséi: Miklós Lovag Lesz 2018 (foglalkoztató mesekönyv)
- Kinizsi, a nép fia 2019 (rockmusical)

### TV-megjelenések
- https://nava.hu/id/3752967/
- https://nava.hu/id/3523956/
- https://nava.hu/id/3776296/
- https://nava.hu/id/3619951/
- https://nava.hu/id/3955097/
- https://nava.hu/id/3752967/
- https://nava.hu/id/2270166/

### Cikkek
- https://magyarnemzet.hu/kulturnemzet/szinhaz/kinizsi-a-nep-fia-rockopera
- https://www.blikk.hu/aktualis/belfold/siklosi-var-zsenialis-videoklipje-tenkes-aljaan-siklos/2gy1l2b
- https://www.bama.hu/helyi-eletstilus/2023/10/vendegunk-volt-szentgyorgyvary-peter-siklosi-varkapitany
- https://sokszinuvidek.24.hu/viragzo-videkunk/2020/03/28/siklosi-var-tenkes-videoklip-slager-szentgyorgyvary-peter/
- https://www.pecsma.hu/kultura/varkapitany-pecsi-igazgato-enekes-es-meg/
- https://www.pecsma.hu/pecs-aktual/pecsi-bordalenekes-az-uj-siklosi-varkapitany/
- https://turizmus.com/desztinaciok/videoklippel-csabitjak-siklosra-a-turistakat-1168950
- https://www.kodalykozpont.hu/programok/kinizsi-a-nep-fia-rockmusical
- https://pecsaktual.hu/kozelet/dubajozas-kozben-pecs-marketingjet-epitette-a-siklosi-varkapitany-utos-lett/
- https://www.bama.hu/helyi-eletstilus/2023/08/szentgyorgyvary-peter-pecset-nepszerusiti-video
- https://www.bama.hu/helyi-kozelet/2018/06/uj-feladatot-kapott-a-pecsi-voke-igazgatoja

### Baranya Príma díj
- https://www.youtube.com/watch?app=desktop&v=VKUIYEPPUkU&ab_channel=voszbaranya
- https://siklosihirek.hu/rovidhir-prima-dijat-kapott-szentgyorgyvary-peter/

### Podcast
- https://www.youtube.com/watch?v=8njM3NHeRvc&t=1s&ab_channel=bama.hu

### Rádiós megjelenések
- https://mediaklikk.hu/cikk/2023/09/07/60-eves-iden-a-tenkes-kapitanya-a-kultusz-nyomaban-a-kossuth-radio/